# دیمیتری رسام
دیمیتری رسام (فرانسوی: Dimitri Rassam‎؛ زادهٔ ۱۶ نوامبر ۱۹۸۱) تهیه‌کننده فیلم اهل فرانسه و به واسطهٔ ازدواج، یکی از اعضای خاندان گریمالدی است. وی فرزند بازیگر فرانسوی کارول بوکه است. او دورهٔ پیش‌دانشگاهی را در مؤسسه مطالعات سیاسی پاریس گذراند و ابتدا مدتی در رشته بازرگانی در دانشکده مطالعات بازرگانی پاریس تحصیل کرد، اما سپس تغییر رشته داد و در دانشگاه پاریس-سوربن در رشتهٔ تاریخ درس خواند.
از فیلم‌ها یا مجموعه‌های تلویزیونی که وی در آن‌ها نقش داشته‌است، می‌توان به پلی‌موبیل، اسکوبار: بهشت گمشده، خبرچین، وارونه، کارمن و شازده کوچولو اشاره نمود.